# Kilómetro Cuatro y Medio
Kilómetro Cuatro y Medio är en ort i Mexiko.   Den ligger i kommunen Cozumel och delstaten Quintana Roo, i den östra delen av landet, 1 300 km öster om huvudstaden Mexico City. Kilómetro Cuatro y Medio ligger 5 meter över havet och antalet invånare är 211. Den ligger på ön Isla Cozumel.
Terrängen runt Kilómetro Cuatro y Medio är mycket platt. Havet är nära Kilómetro Cuatro y Medio åt nordväst. Runt Kilómetro Cuatro y Medio är det ganska tätbefolkat, med 139 invånare per kvadratkilometer. Närmaste större samhälle är San Miguel de Cozumel, 3,4 km nordväst om Kilómetro Cuatro y Medio. I omgivningarna runt Kilómetro Cuatro y Medio växer i huvudsak städsegrön lövskog.